# ハプスブルクの宝剣
『ハプスブルクの宝剣』（ハプスブルクのほうけん）は、藤本ひとみが執筆した歴史小説。1995年に文藝春秋から刊行された。

## 概要
この小説は、18世紀ヨーロッパの神聖ローマ皇帝家であったハプスブルク家を題材にした作品で、実質上の「女帝」であったマリア・テレジアとユダヤ人青年の愛憎が描かれている。当時、差別されていたユダヤ人の生活環境も明確に記されている。

## 登場人物
エリヤーフー・ロートシルト/エドゥアルト・アンドレアス・フォン・オーソヴィル
この物語の主人公。1711年のフランクフルトのユダヤ人地区が炎上した大惨事の際、赤子であった彼はロートシルト家に助け出され、引き取られる。その後、ラビに師事し異例の速さで学習を進め、13歳で成人式を迎えた時はラビ文書を習得するまであと少しというところまで行き着いていた。周囲の驚きと期待を集めたが、閉鎖性を強め、精神ばかりを肥大する彼を心配した養父のモシェ・ロートシルトはパドヴァの大学へ入学を勧め、医学部へ入学。卒業後、フランクフルトへ帰ってくるが、在学中に執筆したドイツ語訳の律法がラビの不興を買い、恋人アーデルハイトをめぐってヘッセン・カッセル方伯の嫡男と決闘して殺してしまい、その事で怒り狂った父親の方伯に拷問され左目を失い重傷を負うも、方伯を殺して自力で脱出。その時、のちに神聖ローマ皇帝となるフランツに出会い助け出される。その後、決闘前に決意した通り、ユダヤを捨ててキリスト教に改宗。エドゥアルト・アンドレアス・フォン・オーソヴィルと名乗り、フランツの家臣の一人となった。
モシェ・ロートシルト
フランクフルトに住むユダヤ人両替商。赤子のエリヤーフーを引き取り養子とした。
マリア・テレジア
神聖ローマ皇帝カール6世の娘。
フランツ・シュテファン・フォン・ロートリンゲン
のちの神聖ローマ皇帝フランツ1世。
ヴァンランタン
フランツの家臣の一人。コインの蒐集を趣味とする貨幣学者。
ジャカン
フランツの家臣の一人で財務官。
カール6世
神聖ローマ皇帝。マリア・テレジアの父。
フリードリヒ
プロイセン王国皇太子。のちのフリードリヒ大王。
ディートリッヒ・フォン・カイザーリング
通称ツェザリオン。フリードリヒの友人でプロイセン陸軍大佐。

## 書誌
- ハプスブルクの宝剣（上・下） 文藝春秋（単行本） 1995年7月
- ハプスブルクの宝剣（上・下） 文春文庫、1998年6月

## 舞台化
2010年、宝塚歌劇団によって舞台化された。

## ラジオドラマ化
2020年3月9日から4月3日の日程で、NHK-FM放送「青春アドベンチャー」枠にてラジオドラマが放送された（全20回）。